# Вільям Герра
Вільям Маріно Герра (італ. William Marino Guerra; нар. 24 лютого 1968, Детройт, Мічиган, США) — санмаринський футболіст, захисник. Після завершення виступів за молодіжну збірну країни провів сорок матчів за національну збірну Сан-Марино, два в 1987 році, перш ніж країна увійшла до ФІФА, і тридцять вісім поєдинків під егідою ФІФА у період між 1990 і 1999 роками, що зробило його десятим найкращий гравцем збірної Сан-Марино усіх часів за кількістю зіграних матчів. У період з 1995 по 1997 рік 5 разів виводив національну збірну з капітанською пов'язкою. Протягом 16 років на клубному рівні виступав в Італії та Сан-Марино.

## Клубна кар'єра
Футбольну кар'єру розпочав 1987 року у 19-річному віці в нижчоліговому італійському клубі «АСД Тропікал Коріано». У 1990–1991 роках виступав за інший італійський клуб «Реал Монтеккіо». Провів у вище вказаному колективі три сезони, покинув клуб у 1993 році, щоб приєднатися до «Сан-Марино Кальчо», який базується в санмаринському Серравалле, але виступає в італійських змаганнях. Провів два сезони в чемпіонаті Сан-Марино, а в сезоні 1994/95 років приєднався до «Ювенес-Догана». Провів сімнадцять матчів у своєму першому сезоні за вище вказаний клуб, але наприкінці сезону залишив команду «Сан-Марино Кальчо». Провів сезони 1995/96 років у Сан-Марино, знову приєднався до «Ювенеса/Догани», за який виступав до завершення сезону 1998/99 років. У сезоні 2000/01 роках перейшов до іншого клубу з Сан-Марино «Пеннаросса». Провів решту своєї кар'єри в «Пеннароссі», завершивши кар'єру 2004 року у віці 36 років.

## Кар'єра в збірній

### Молодіжна збірна
Незвичайним є той факт, що Вільям виступав за національну збірну Сан-Марино перед тим, як дебютувати у молодіжній збірній. Захисник провів свою першу гру за «молодіжку» 6 червня 1989 року в програному (0:5) поєдинку кваліфікації молодіжному чемпіонату Європи 1990 року проти Швейцарії. Взяв у всіх чотирьох матчах Сан-Марино на турнірі. Востаннє за молодіжну збірну Сан-Марино зіграв 29 листопада 1989 року в програному (0:2) поєдинку проти Італії.

### Національна збірна
Дебютував за національну збірну Сан-Марино на неофіційному рівні під час виступів за «АСД Тропікал Коріано» 16 вересня в нічийному (0:0) поєдинку Середземноморських іграх 1987 року проти Лівану. На офіційному рівні дебютував за Сан-Марино 13 листопада 1990 року в програному (0:4) поєдинку кваліфікації чемпіонату Європи 1994 року проти Швейцарії. Представляв Сан-Марино у кваліфікаційних матчах чемпіонату світу 1994 року, чемпіонату Європи 1996, чемпіонату світу 1998 та чемпіонату Європи 2000. 7 червня 1995 року вперше вивів збірну Сан-Марино з капітанською пов'язкою в програному (0:7) домашньому поєдинку проти Росії. Також був капітаном у матчах проти Греції у вересні та Фарерських островів у жовтні. Після цього Вілльяму довелося чекати до жовтня 1996 року, щоб повернути собі пов'язку, на поєдинок проти Бельгії. Останній матч як капітана припав на червень 1997 року, в програному (0:6) поєдинок проти Бельгії.
Востаннє футболку національної збірної одягав 4 червня 1999 року в програному (0:9) кваліфікації чемпіонату Європи 2000 року проти Іспанії. У 40 міжнародних матчах Вілльяма збірна Сан-Марино не змогла виграти жодного матчу і лише дві зіграла внічию.
| №  | Дата              | Місце                                           | Суперник          | Результат | Змагання                            |
| -- | ----------------- | ----------------------------------------------- | ----------------- | --------- | ----------------------------------- |
| 1  | 16 вересня 1987   | Міжнародний стадіон, Алеппо, Сирія              | Ліван             | Н 0-0     | Середземноморські ігри 1987         |
| 2  | 20 вересня 1987   | Міжнародний стадіон, Алеппо, Сирія              | Туреччина         | П 4-0     | Середземноморські ігри 1987         |
| 3  | 14 листопада 1990 | Олімпійський стадіон, Серравалле, Сан-Марино    | Швейцарія         | П 4-0     | кваліфікація чемпіонату Європи 1992 |
| 4  | 5 грудня 1990     | Стяуа, Бухарест, Румунія                        | Румунія           | П 6-0     | кваліфікація чемпіонату Європи 1992 |
| 5  | 27 березня 1991   | Олімпійський стадіон, Серравалле, Сан-Марино    | Румунія           | П 3-1     | кваліфікація чемпіонату Європи 1992 |
| 6  | 1 травня 1991     | Олімпійський стадіон, Серравалле, Сан-Марино    | Шотландія         | П 2-0     | кваліфікація чемпіонату Європи 1992 |
| 7  | 22 травня 1991    | Олімпійський стадіон, Серравалле, Сан-Марино    | Болгарія          | П 3-0     | кваліфікація чемпіонату Європи 1992 |
| 8  | 5 червня 1991     | Еспенмус, Санкт-Галлен, Швейцарія               | Швейцарія         | П 7-0     | кваліфікація чемпіонату Європи 1992 |
| 9  | 16 жовтня 1991    | Болгарска армія, Софія, Болгарія                | Болгарія          | П 4-0     | кваліфікація чемпіонату Європи 1992 |
| 10 | 13 листопада 1991 | Гемпден-Парк, Глазго, Шотландія                 | Шотландія         | П 4-0     | кваліфікація чемпіонату Європи 1992 |
| 11 | 19 лютого 1992    | Стадіо Діно Мануцці, Чезена, Італія             | Італія            | П 4-0     | Товариський матч                    |
| 12 | 9 вересня 1992    | Уллевол, Осло, Норвегія                         | Норвегія          | П 10-0    | кваліфікація чемпіонату світу 1994  |
| 13 | 7 жовтня 1992     | Олімпійський стадіон, Серравалле, Сан-Марино    | Норвегія          | П 2-0     | кваліфікація чемпіонату світу 1994  |
| 14 | 28 жовтня 1992    | Анкара, Туреччина                               | Туреччина         | П 4-1     | кваліфікація чемпіонату світу 1994  |
| 15 | 17 лютого 1993    | Вемблі, Лондон, Англія                          | Англія            | П 6-0     | кваліфікація чемпіонату світу 1994  |
| 16 | 10 березня 1993   | Олімпійський стадіон, Серравалле, Сан-Марино    | Туреччина         | Н 0-0     | кваліфікація чемпіонату світу 1994  |
| 17 | 24 березня 1993   | Галгенвард, Утрехт, Нідерланди                  | Нідерланди        | П 6-0     | кваліфікація чемпіонату світу 1994  |
| 18 | 17 листопада 1993 | Ренато Даль'Ара, Болонья, Італія                | Італія            | П 7-1     | кваліфікація чемпіонату світу 1994  |
| 19 | 12 жовтня 1994    | Лужники Москва, Росія                           | Росія             | П 4-0     | кваліфікація чемпіонату Європи 1996 |
| 20 | 16 листопада 1994 | Олімпійський стадіон, Афіни, Греція             | Греція            | П 2-0     | кваліфікація чемпіонату Європи 1996 |
| 21 | 14 грудня 1994    | Олімпійський стадіон, Гельсінкі, Фінляндія      | Фінляндія         | П 2-0     | кваліфікація чемпіонату Європи 1996 |
| 22 | 29 березня 1995   | Олімпійський стадіон, Серравалле, Сан-Марино    | Фінляндія         | П 2-0     | кваліфікація чемпіонату Європи 1996 |
| 23 | 26 квітня 1995    | Олімпійський стадіон, Серравалле, Сан-Марино    | Шотландія         | П 2-0     | кваліфікація чемпіонату Європи 1996 |
| 24 | 7 червня 1995     | Олімпійський стадіон, Серравалле, Сан-Марино    | Росія             | П 7-0     | кваліфікація чемпіонату Європи 1996 |
| 25 | 6 вересня 1995    | Олімпійський стадіон, Серравалле, Сан-Марино    | Греція            | П 4-0     | кваліфікація чемпіонату Європи 1996 |
| 26 | 11 жовтня 1995    | Олімпійський стадіон, Серравалле, Сан-Марино    | Фарерські острови | П 3-1     | кваліфікація чемпіонату Європи 1996 |
| 27 | 15 листопада 1995 | Гемпден-Парк, Глазго, Шотландія                 | Шотландія         | П 5-0     | кваліфікація чемпіонату Європи 1996 |
| 28 | 2 червня 1996     | Олімпійський стадіон, Серравалле, Сан-Марино    | Уельс             | П 5-0     | кваліфікація чемпіонату світу 1998  |
| 29 | 31 серпня 1996    | Мілленіум, Кардіфф, Уельс                       | Уельс             | П 6-0     | кваліфікація чемпіонату світу 1998  |
| 30 | 9 жовтня 1996     | Олімпійський стадіон, Серравалле, Сан-Марино    | Бельгія           | П 3-0     | кваліфікація чемпіонату світу 1998  |
| 31 | 10 листопада 1996 | Алі Самі Єн, Стамбул, туреччина                 | Туреччина         | П 7-0     | кваліфікація чемпіонату світу 1998  |
| 32 | 29 березня 1997   | Амстердам Арена, Амстердам, Нідерланди          | Нідерланди        | П 4-0     | кваліфікація чемпіонату світу 1998  |
| 33 | 30 квітня 1997    | Олімпійський стадіон, Серравалле, Сан-Марино    | Нідерланди        | П 6-0     | кваліфікація чемпіонату світу 1998  |
| 34 | 7 червня 1997     | Стадіон імені короля Бодуена, Брюссель, Бельгія | Бельгія           | П 6-0     | кваліфікація чемпіонату світу 1998  |
| 35 | 10 жовтня 1997    | Олімпійський стадіон, Серравалле, Сан-Марино    | Ізраїль           | П 5-0     | кваліфікація чемпіонату Європи 2000 |
| 36 | 14 жовтня 1997    | Олімпійський стадіон, Серравалле, Сан-Марино    | Австрія           | П 4-1     | кваліфікація чемпіонату Європи 2000 |
| 37 | 18 листопада 1997 | Олімпійський стадіон, Серравалле, Сан-Марино    | Кіпр              | П 1-0     | кваліфікація чемпіонату Європи 2000 |
| 38 | 10 лютого 1998    | Циріон, Лімасол, Кіпр                           | Кіпр              | П 4-0     | кваліфікація чемпіонату Європи 2000 |
| 39 | 28 квітня 1998    | Меркур Арена, Грац, Австрія                     | Австрія           | П 7-0     | кваліфікація чемпіонату Європи 2000 |
| 40 | 5 червня 1999     | Естадіо де ла Кераміка, Вілярреаль, Іспанія     | Іспанія           | П 9-0     | кваліфікація чемпіонату Європи 2000 |

## Поза футбольним полем
Граючи у футбол неповний робочий день у Сан-Марино та Італії, працював маляром та декоратором, і цю роботу він виконує й сьогодні. У 1996 році, напередодні матчу кваліфікації чемпіонату світу 1998 року проти Уельсу, він пообіцяв: «Якщо ми заберемо очко в Уельсу, я безкоштовно розмалюю будинки всіх [моїх друзів]». Проте Сан-Марино програло вдома з рахунком 0:5, а в Кардіффі — з рахунком 0:6.